# Legpuzzel

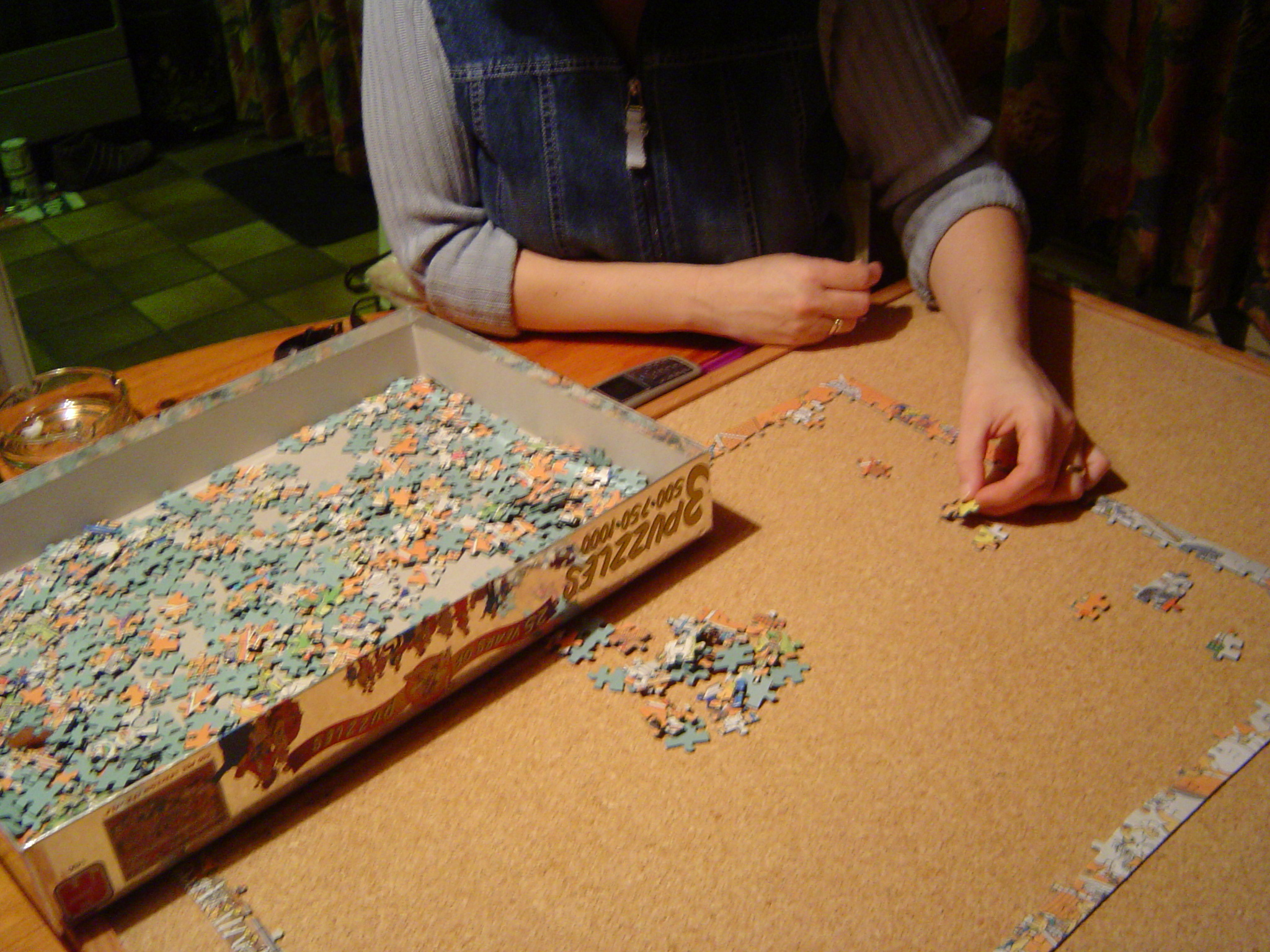
De randen bij een rechthoekige legpuzzel

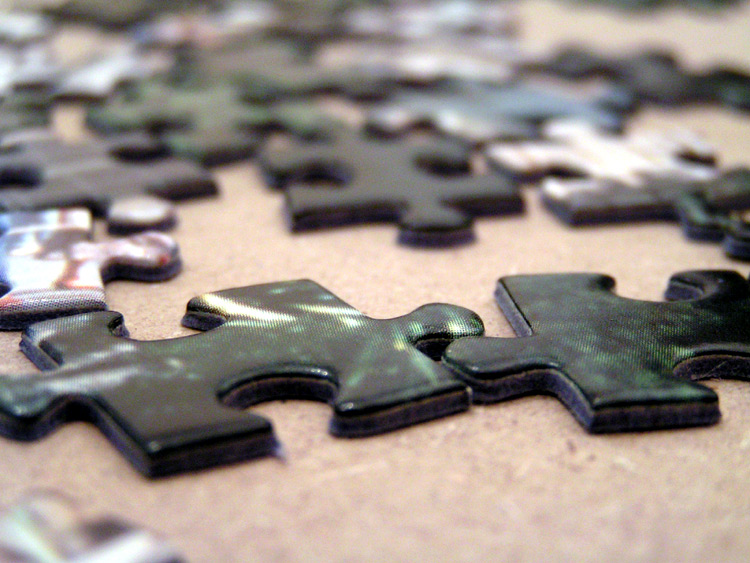
Puzzelstukjes

Een legpuzzel is een in stukken gesneden of gezaagde afbeelding op stevig papier of op hout, die weer tot één geheel moet worden gemaakt. Legpuzzels worden educatief gebruikt om het observatievermogen en de handigheid van kinderen te trainen, maar ook als tijdverdrijf of als gezelschapsspel voor volwassenen. Een legpuzzel wordt door sommigen na het leggen opgeplakt en ingelijst om aan de muur te kunnen hangen.
De moeilijkheidsgraad van een legpuzzel is afhankelijk van:
- het aantal stukjes
- de vorm van de stukjes
- de aard van de afbeelding

De losse eenheden waaruit een puzzel bestaat heten de stukjes. De losse stukjes moeten tot een geheel worden gelegd. Er ontstaat dan een afbeelding. Die afbeelding is gegeven en een leidraad voor het leggen van de puzzel. 
Legpuzzels zijn te krijgen vanaf vier eenvoudig gevormde stukjes met een simpele afbeelding voor kinderen tot puzzels van enkele duizenden, tot wel 40.320, stukjes waarop zeer ingewikkelde en repetitieve afbeeldingen staan. Het in elkaar leggen van grotere modellen kan dagen tot enkele weken werk kosten en men heeft een groot werkblad nodig. Met behulp van puzzelrollen kunnen legpuzzels tussentijds verplaatst of opgeruimd worden. Een andere oplossing hiervoor is om de puzzel op een dunne plaat te leggen en die onder bijvoorbeeld een bed te schuiven. Er zijn voor kleine kinderen vloerpuzzels van extra grote puzzelstukken om er veilig mee te kunnen spelen. 

## Geschiedenis
De eerste legpuzzels verschenen in de tweede helft van de 18e eeuw en hadden in de eerste plaats een educatieve functie. Rond 1760 commercialiseerde de Engelsman John Spilsbury een puzzel met de kaart van Groot-Brittannië. De Engelse naam jigsaw puzzle verwijst naar de figuurzaag die werd gebruikt om vroege legpuzzels te maken. De puzzelstukken bestonden uit de verschillende Engelse graafschappen en werden afzonderlijk verkocht. In Frankrijk werden in de jaren 1770 gelijkaardige puzzels gedrukt met landkaarten als afbeelding. Er werden in Engeland in die periode ook puzzels gemaakt met afbeeldingen van de verschillende Engelse koningen. Door de puzzel te leggen leerde de speler de juiste dynastieke volgorde kennen. Pas later ontstonden puzzelstukken met een rechthoekige, uniforme pasvorm, los van de te leggen afbeelding.

## Het fabriceren
Legpuzzels worden in spellenfabrieken gemaakt. Eerst wordt in een drukkerij een poster gemaakt. Die wordt in de fabriek op karton gelijmd, ook wel kasheren genoemd. Dit resulteert in een puzzelplaat, die daarna circa vier dagen moet drogen.
Na de vier dagen droogtijd wordt de plaat in een vlakstansmachine gelegd. De puzzelcontouren worden daarin met behulp van een stansvorm, een soort matrijs, in de puzzelplaat gestanst. Door de gebruikte stansvorm ontstaat het gewenste aantal stukjes. Dan is de puzzel zo gesneden, dat hij niet uit elkaar valt. Een ander apparaat haalt de stukjes uit elkaar en verpakt ze.

## Vormen
De vorm van de stukjes voor veel legpuzzels is meestal zo dat de stukjes aan de zijden uitsteeksels hebben die in een inkeping in een naburig stukje passen. De kantstukjes hebben aan drie zijden uitsteeksels en eventuele hoekstukken aan slechts twee zijden. Wanneer ze zijn gelegd, zitten de stukjes stevig tegen elkaar aan. Meestal zijn ze allemaal verschillend, zodat het mogelijk is om ze behalve aan de hand van de gegeven afbeelding aan de hand van hun vorm op de goede plaats te leggen. Vaak is het patroon van een legpuzzel zodanig dat op alle snijpunten vier stukjes bij elkaar komen: zo'n puzzel is gesneden met doorlopende verticale en horizontale lijnen. In ronde legpuzzels komen de snijlijnen niet alleen in kruisingen bij elkaar, maar ook in 'T-splitsingen'. Dit maakt ronde legpuzzels lastiger dan rechthoekige puzzels. 
Er zijn ook driedimensionale puzzels. De stukjes zijn dan gemaakt van kunststof. Ze zitten dan ook zo stevig aan elkaar dat de puzzel zonder gebruik van lijm of plakband overeind kan blijven staan. Bij dergelijke puzzels worden soms ook lampjes geleverd om licht door de ramen te laten schijnen.

### Digitaal
Op computer, smartphone of tablet zijn ook legpuzzels te maken. Dit kan online of met een speciaal programma. Voor smartphones en tablets zijn legpuzzelapps verkrijgbaar in de verschillende appstores. Men kan dan een afbeelding of een eigen digitale foto en het aantal stukjes selecteren. De puzzel zelf bestaat dan uit virtuele stukjes die met de muis of via het touchscreen naar het puzzelveld worden gesleept. Stukjes die op hun plaats liggen, blijven op hun plek liggen zodat goed te zien is welke stukjes juist liggen. Als de puzzel af is, verschijnt een melding dat de puzzel voltooid is. Voordeel hiervan is dat men geen werkblad nodig heeft en ook geen stukjes kunt kwijtraken. Op deze manier kan men overal, waar men maar wil legpuzzels maken.

## Wedstrijden
Voor fanatieke puzzelaars zijn er wedstrijden waarbij het de bedoeling is om een legpuzzel zo snel mogelijk op te lossen. Het NK legpuzzelen wordt sinds 2017 gehouden in Roelofarendsveen. Hierbij worden Jan van Haasteren-puzzels van 1000 stukjes gemaakt door teams van vier personen. Het WK legpuzzelen wordt sinds 2019 gehouden in Valladolid in Spanje.